# 酒井異口蟹
酒井異口蟹（学名：Xeinostoma sakaii）为圓關公蟹科異口蟹屬下的一个种。